# Slušovice
Slušovice (deutsch Sluschowitz) ist eine Stadt in Tschechien. Sie befindet sich zehn Kilometer nordöstlich von Zlín an der Dřevnice und gehört zum Okres Zlín.

## Geographie
Die Stadt befindet sich im Übergang der Hosteiner Berge zum Wisowitzer Bergland beiderseits der Dřevnice zwischen den Einmündungen der Trnavka und Všeminka. Nördlich der Stadt liegt die Trinkwassertalsperre Slušovice, in der die Dřevnice gestaut wird. Durch Slušovice führt die Staatsstraße 491 von Fryšták zur Staatsstraße 49.
Nachbarorte sind Březová und Nové Dvory im Norden, Neubuz im Nordosten, Chrastěšov im Osten, Raková und Vizovice im Südosten, Zádveřice im Süden, Veselá im Südwesten, Hvozdná im Westen sowie Ostrata im Nordwesten.

## Geschichte

### Spätmittelalter
Die erste urkundliche Erwähnung als Sluschowicz stammt aus dem Jahre 1261. Der Ort war Sitz des Landadelsgeschlechtes ze Slušovic. 1373 kaufte Jeschek von Sternberg die Herrschaft Slušovice mit den Dörfern Dešná, Neubuz und Všemina von den Gebrüdern von Šarov und vereinte sie mit der Herrschaft Lukov. 1407 wurde Slussowicz erstmals als Markt bezeichnet. 1424 fand bei Slušovice die Schlacht zwischen den Truppen des Olmützer Bischofs Johannes XII. von Bucca und hussitischen Aufständischen unter Boček III. von Podiebrad statt.

### Neuzeit
1562 wurde das Rathaus eingerichtet, wofür die Grundherren Nekesch von Landek ein Haus zur Verfügung stellten. 1644 wurde wegen Beteiligung am walachischen Aufstand auch ein Sluschowitzer hingerichtet. In den Schlesischen Kriegen wurde Schluschowitz 1742 von den Preußen niedergebrannt. 1771 lebten in dem Markt 521 Menschen. Kaiser Ferdinand I. verlieh Sluschowitz 1842 das Privileg zur Abhaltung von vier Jahrmärkten.

### 20. Jahrhundert

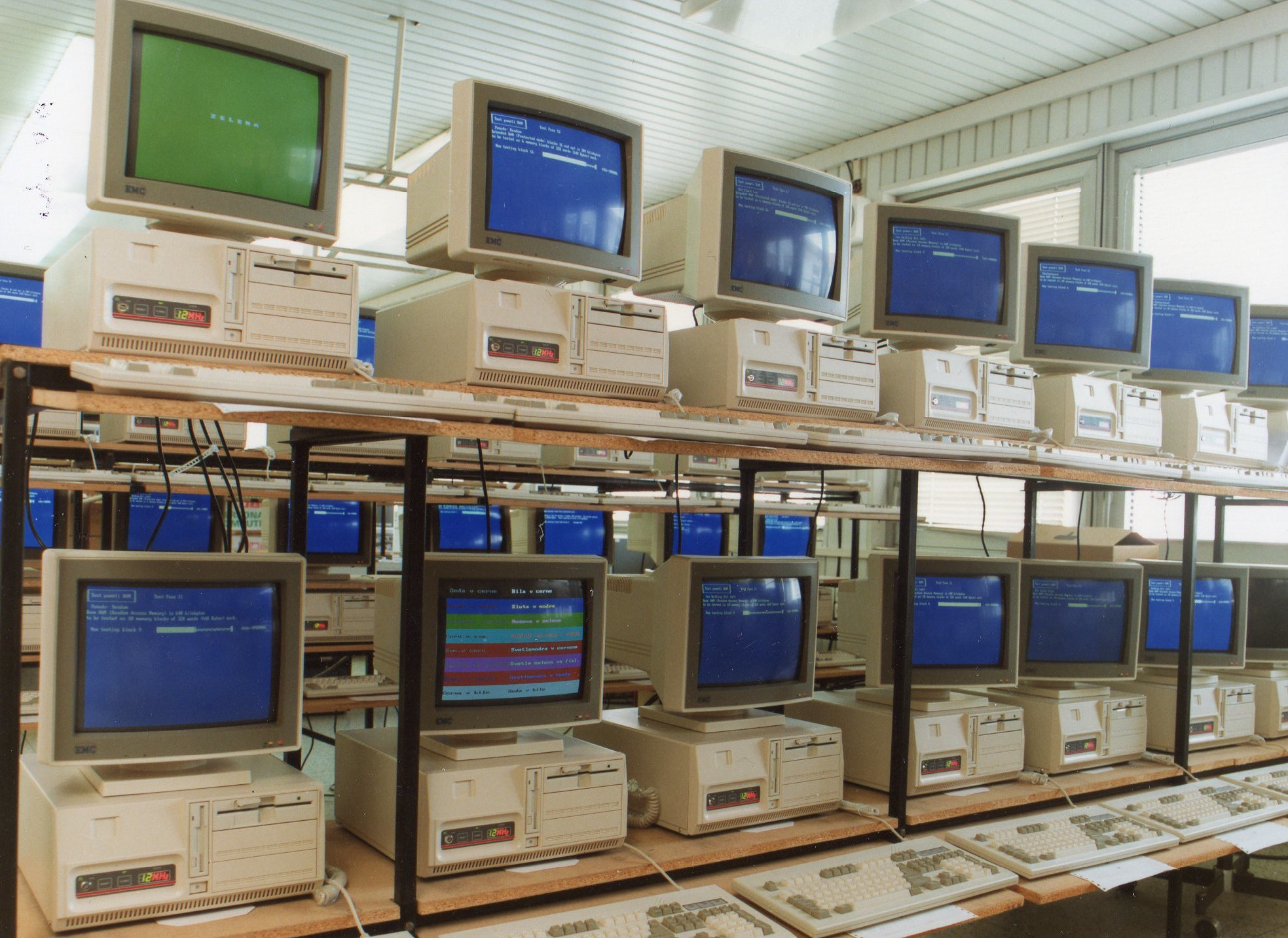
Computer des JZD Agrokombinát Slušovice

Die Dörfer Březová, Dešná, Neubuz, Veselá, Všemina und Hrobice wurden 1976 eingemeindet. In den 1970er Jahren entstand aus der landwirtschaftlichen Genossenschaft das Agrokombinát Slušovice (JZD). Unter dem Kombinatsleiter František Čuba und dessen als „westlich“ einstufbarer Managementmethoden erfuhr die Agrargenossenschaft großes Wachstum, wodurch die Vereinigung mit Betrieben der benachbarten Dörfer sowie die schrittweise Erweiterung der Geschäftsaktivität auf außerhalb der Landwirtschaft liegende Produkte erfolgen konnte. So betrieb die Kooperative Mitte der 1980er Jahre unter anderem eine mehrere zehntausend Besucher pro Veranstaltung anziehende Pferderennbahn sowie eine Fluggesellschaft und war der einzige Computerhersteller des Landes. 1988 betrug der landwirtschaftliche Anteil am Gesamtumsatz der Genossenschaft lediglich 6 Prozent.
Die Aktivitäten der JZD wurden durch Persönlichkeiten der politischen Führung des Landes sehr unterschiedlich bewertet. Čubas informelle Kooperation mit der tschechoslowakischen Geheimpolizei ermöglichte die Ausstattung der Kooperative mit moderner Informationstechnik und westeuropäischen Nutztierzüchtungen zur weiteren Ertragssteigerung. Daneben wurden Industriebetriebe angesiedelt und eine Autobahn gebaut. Bis zur Samtenen Revolution erfolgte die Errichtung von Sportanlagen und großen Wohnsiedlungen. Eine Zerschlagung und Privatisierung der JZD zu über 100 Einzelbetrieben führte nach dem Fall des Eisernen Vorhangs zum schnellen Konkurs so gut wie aller Unternehmen.
Slušovice führt seit 1993 ein Wappen und Banner. Am 30. Mai 1996 erfolgte die Stadterhebung.

## Sehenswürdigkeiten
- Pfarrkirche Johannes des Täufers, das am Markt befindliche Bauwerk wurde zwischen 1812 und 1815 errichtet. 1938 wurde die Kirche bei einem Brand schwer geschädigt.

Bildergalerie
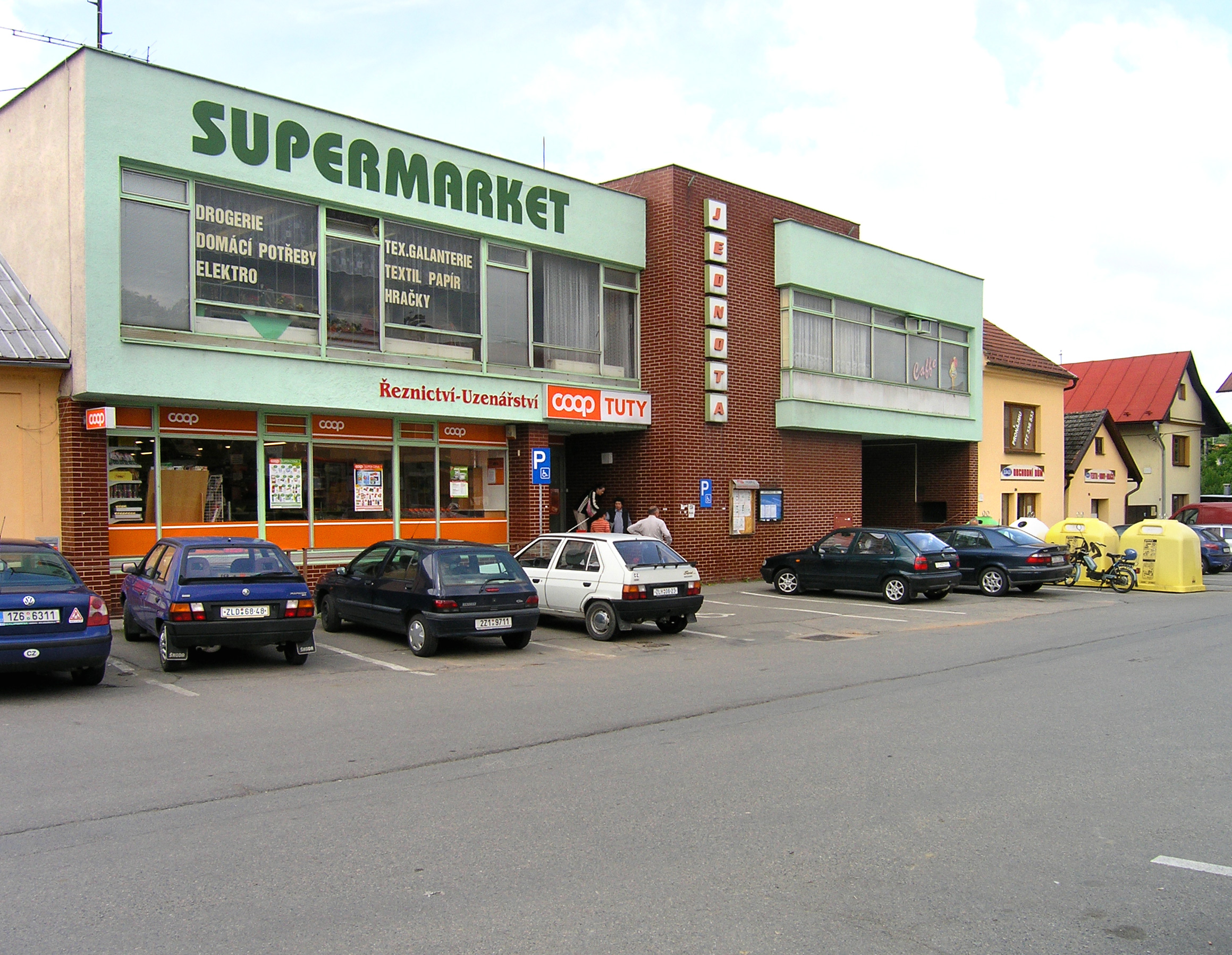
Svobodyplatz
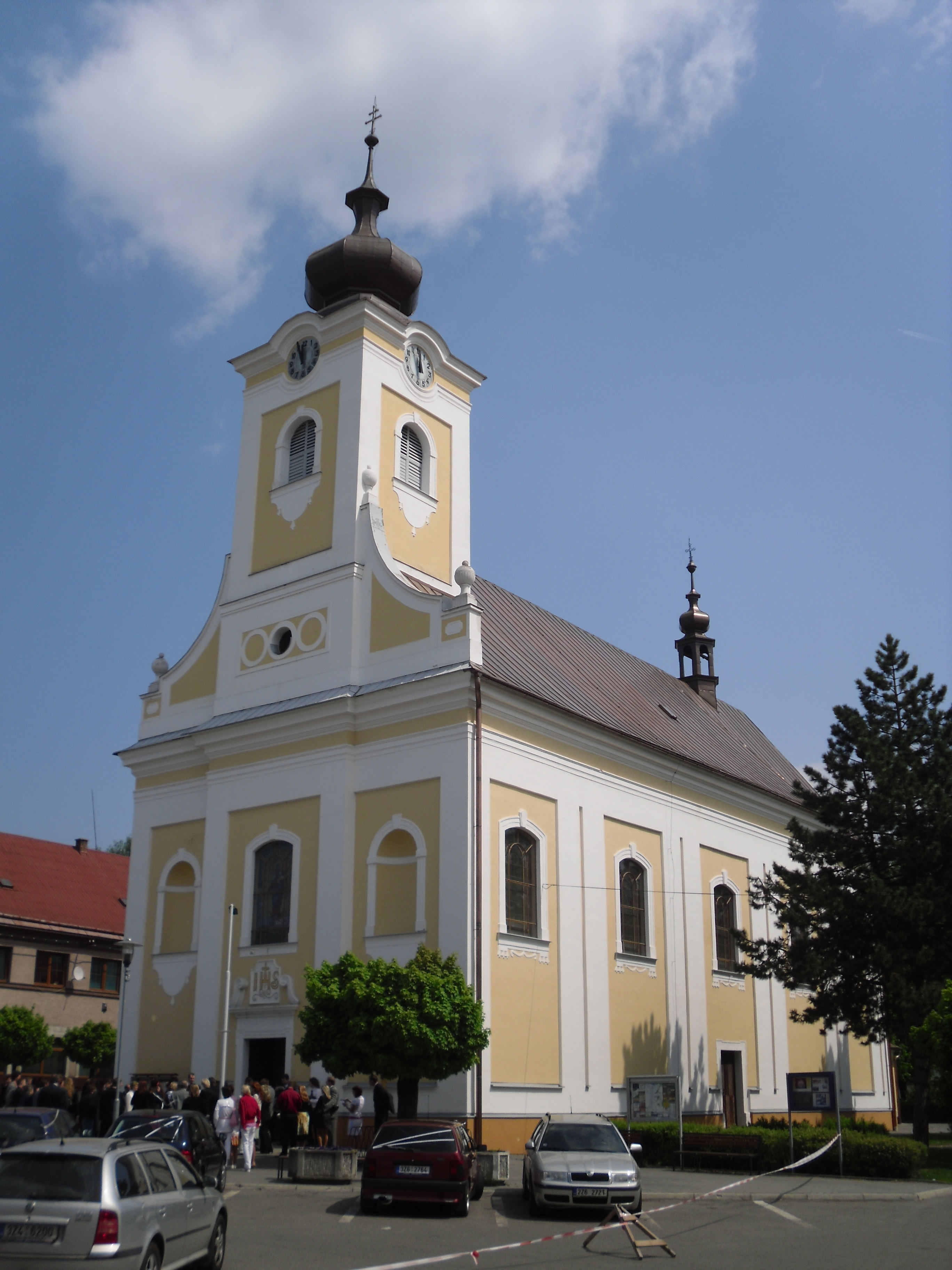
Pfarrkirche Johannes des Täufers
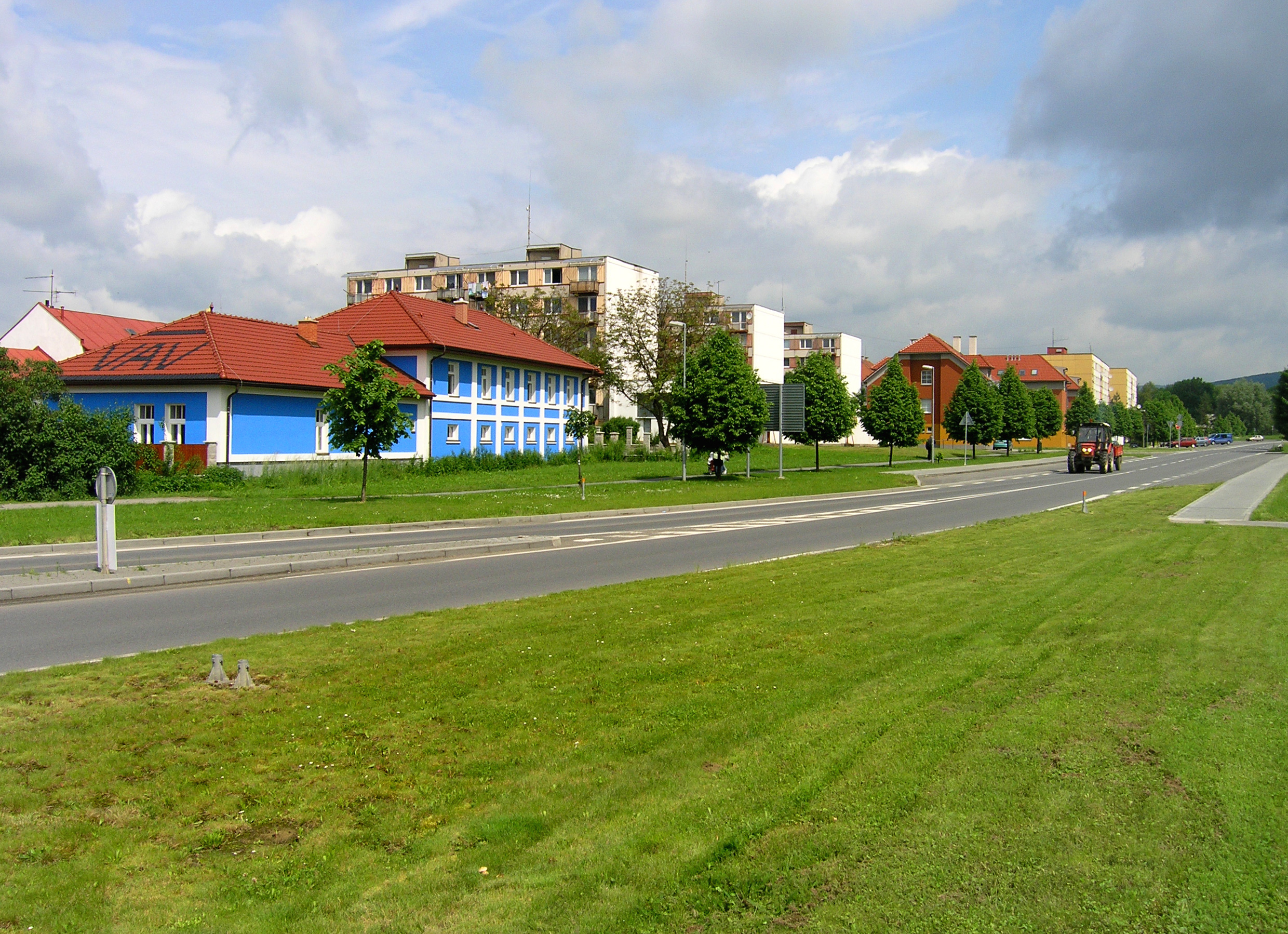
Dostihovástraße
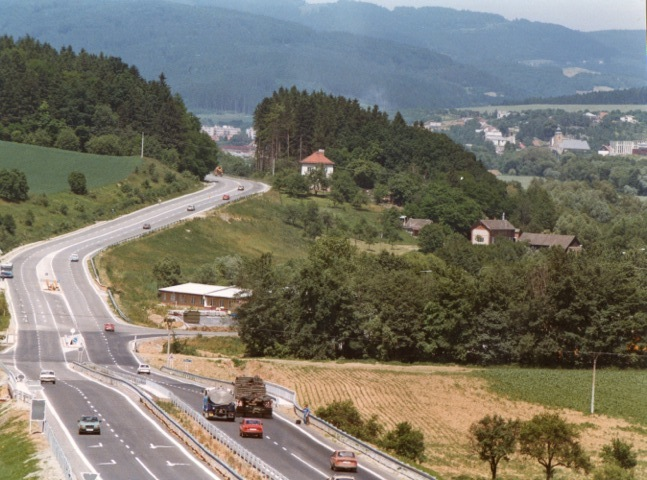
Fernstraße nach Slušovice